# Esther Moyal
Esther Moyal, född 1874, död 1948, var en judisk-libanesisk feminist.
Hon var en ledande gestalt inom den begynnande feminismen i Beirut 1890-1908, då hon deltog i debatten om kvinnors rättigheter genom insändare och sitt författarskap, där hon förespråkade utökade rättigheter för kvinnor. 